# Alexandr Uljanov
Alexandr Iljič Uljanov (rusky Александр Ильич Ульянов, 1. dubnajul./ 13. dubna 1866greg. Nižnij Novgorod – 8. květnajul./ 20. května 1887greg. Šlisselburg) byl ruský anarchista, proticarský spiklenec a starší bratr Vladimira Iljiče Lenina.
Alexandr Uljanov se připojil ke skupině, která navazovala na organizaci Narodnaja volja, která 1. března 1881 spáchala atentát na cara Alexandra II. Skupina plánovala na 1. březen roku 1887, k šestému výročí atentátu na Alexandra II., atentát na jeho nástupce Alexandra III. Spiknutí však bylo odhaleno carskou policií a účastníci zatčeni. Uljanov měl před soudem politickou řeč na obhajobu teroristického činu. Byl odsouzen k smrti a spolu s čtyřmi dalšími popraven oběšením v pevnosti Šlisselburg u Petrohradu.
Poprava bratra zasáhla tehdy sedmnáctiletého Lenina a zřejmě jej ovlivnila směrem k revolučnímu radikalismu.